# Aymeric Durox
Aymeric Durox, né le 6 août 1985 à Paris, est un homme politique français. Membre du Rassemblement national, il est élu sénateur de Seine-et-Marne lors des élections sénatoriales de 2023. 
Il est également conseiller régional d'Île-de-France depuis 2021 et conseiller municipal et communautaire d'opposition à Nangis depuis 2020.

## Biographie
Aymeric Durox naît le 6 août 1985 à Paris. Diplômé de l'Institut d'études politiques de Toulouse (promotion 2007), il est durant un temps militant chevènementiste. Il rejoint ensuite le Parti radical valoisien, allié de l'UMP, puis s'en éloigne après le référendum sur le traité établissant une Constitution pour l'Europe, auquel il est opposé. Il se déclare électeur du Front national (FN) depuis 2009, après avoir voté Nicolas Sarkozy lors de la présidentielle de 2007.
Il devient professeur d'histoire-géographie au lycée François-Couperin à Fontainebleau en 2015. La même année, il rejoint le FN et crée une antenne locale du collectif Racine, un mouvement d'enseignants en soutien à Marine Le Pen,.
En 2016, il devient secrétaire départemental du FN en Seine-et-Marne.
En 2017, il se présente aux élections législatives dans la troisième circonscription de Seine-et-Marne. Il est défait au second tour par le candidat sortant Yves Jégo.
En mars 2018, il rejoint le conseil national du Rassemblement national.
Candidat aux élections municipales de 2020 à Nangis, Aymeric Durox est en compétition avec le maire sortant, Michel Billout. Au cours de la campagne, Billout porte plainte contre lui pour injures et diffamation en raison d'une publication sur Facebook dans laquelle Durox accuse le maire d'avoir profité indûment de sa position pour s'enrichir,. En 2021, il est relaxé de tous les chefs d’accusation portés contre lui,. Durox remporte 11,80 % des voix au second tour de l'élection et est élu conseiller municipal de l'opposition,.
Il est élu conseiller régional d'Île-de-France en 2021.
Candidat aux élections législatives de 2022 dans la quatrième circonscription de Seine-et-Marne, il échoue au second tour avec 48,84 % des voix,.
Le 24 septembre 2023, la liste qu'il conduit aux élections sénatoriales obtient 12,98 % des suffrages et il est élu sénateur.
En juin 2025, Il devient président du groupe RN pour la région Île-de-France.